# 造血干细胞
造血干细胞（hematopoietic stem cell, HSCs）是一群可以分化出所有血细胞的原始多能幹細胞，具有自我维持和自我更新的能力。造血干细胞定居在特定造血微环境中（主要是骨髓），少数会移动至外周血和脐带血中，在多种因子的调节下，先增殖为各类血细胞的祖细胞，祖细胞进一步定向增殖分化为各类成熟血细胞。
造血干细胞的增殖、分化成血细胞的過程，稱作造血作用，主要發生在紅骨髓。而紅骨髓則是在胚胎發育過程中，從中胚層分化出來的。
造血幹細胞具有多潛能性（multipotent）和自我更新（self-renewal）的特質。脊椎動物的造血作用大多發生在骨髓內，從有限的造血幹細胞分化出體內所有成熟的血细胞。這個作用受到身體嚴密的調控與平衡，在大量需求（每天產生超過5000億個血细胞以上）和精準數量之間取得平衡。
人类的造血干细胞在胚龄第2～3周时开始产生，主要产生位置在卵黄囊。胚龄第2～3月时，主要产生造血干细胞的位置在肝和脾。胚龄第5个月起，一直到出生之后，主要产生造血干细胞的位置則在骨髓。
HSCs 分化出的血细胞可以分成兩大群系：骨髓群系（myeloid lineage）和淋巴群系（lymphoid lineage），兩者皆參與樹突狀細胞的形成。骨髓群系的細胞包含有：單核球、巨噬細胞、嗜中性白血球、嗜鹼性白血球、嗜酸性白血球、紅血球、巨核細胞和血小板。淋巴群系的細胞則有：T細胞、B細胞、自然殺手細胞等。HSCs 在骨髓組織內的占比約是1/10000。
造血幹細胞的移植可用來治療癌症和其他免疫性疾病。

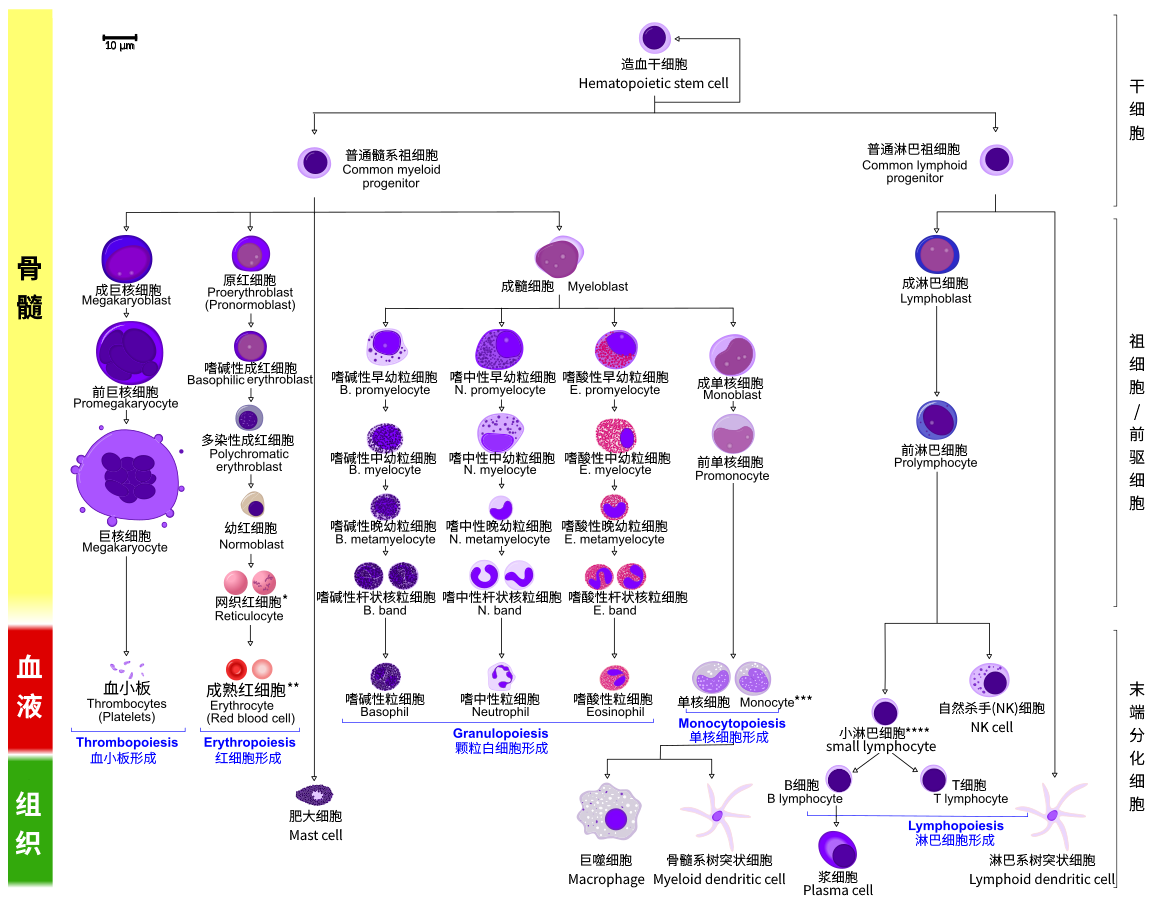
造血过程的较详细说明图

## 参阅
- 骨髓移植